# Marcelino Sempere Esteve
Marcelino Sempere Esteve (València, segle XIX), fou un compositor i organista valencià del segle xix.
El 20 d'agost de 1865 Marcelino Sempere va esdevenir el nou organista 1r de la catedral de Conca, substituint a Vicente Juan de Juliá. Durant la seva estada a Conca va exercir altres càrrecs de marcat caràcter eclesiàstic, com el càrrec que ocupà com a secretari interí de Cambra del bisbe Miguel Payá i Rico. Però, a més, segons Miguel Martínez, Sempere va exercir els càrrecs de majordom de la catedral, sotssecretari de Cambra, secretari de Visita, professor de Gregorià del Seminari de Sant Julián, congregant de la parròquia de Sant Felip Neri i vice-ecònom de la parròquia de San Miguel de Conca. Donada la seva trajectòria sacerdotal no és d'estranyar la quantitat de composicions que, sobre la Penitència, el Sagrat Cor, etc. va publicar. Des d'octubre de 1870 fins a, almenys, finals de 1872, Sempere va estar malalt. I encara que en un primer moment va romandre a Conca, en 1871 el capítol li va concedir "infermeria oberta" per a així poder traslladar-se a València on va estar molt en contacte amb la publicació, tant de la Biblioteca Sa cro-Musical, dirigida per ell mateix, com de la Lira del Cor de Jesús (LCJ), dirigida per Antonio Sempere. Ambdues van editar diverses obres seves.
El 8 de juny de 1877 les actes capitulars de la catedral de Conca informen que Sempere havia estat nomenat Canonge de la Col·legiata de la Corunya. Així, l'11 de setembre de 1877, el capítol conquense nomenava, a Anastasio Muñoz, nou organista 1r. Ara bé, Sempere no es va assentar definitivament a La Corunya perquè, segons López-Calo, el 29 de gener de 1879 va prendre possessió d'una canongia de la catedral de Santiago de Compostel·la. Una Reial ordre amb data del 23 d'abril de 1884 va aprovar la permuta d'aquesta plaça per la de maestrescuela de Tortosa (Tarragona) que exercia José Hernández, a qui el capítol de Santiago va donar possessió el 21 de juliol de 1884.

## Obra
- Al corazón divino, al rey de los amantes
- La Lira del Corazón de Jesús
- Amavit eum Dominus
- Angelus ad pastores
- Aplaca, Señor, tu enojo
- Armen estrépito
- Ave Maris stella
- Ave verum
- Ave, Joseph, gratia plena
- Ave, Regina coelorum
- Ay, qué lindo y qué bello
- Centro de tu dilección
- Concierto de 8º tono
- Cor Jesu flagrans
- Cor Jesu
- Corazón Santo
- De místicas flores
- Defensor alme Hispaniae
- Despedida al Sgdo Corazón de Jesús